# Somnambulismus

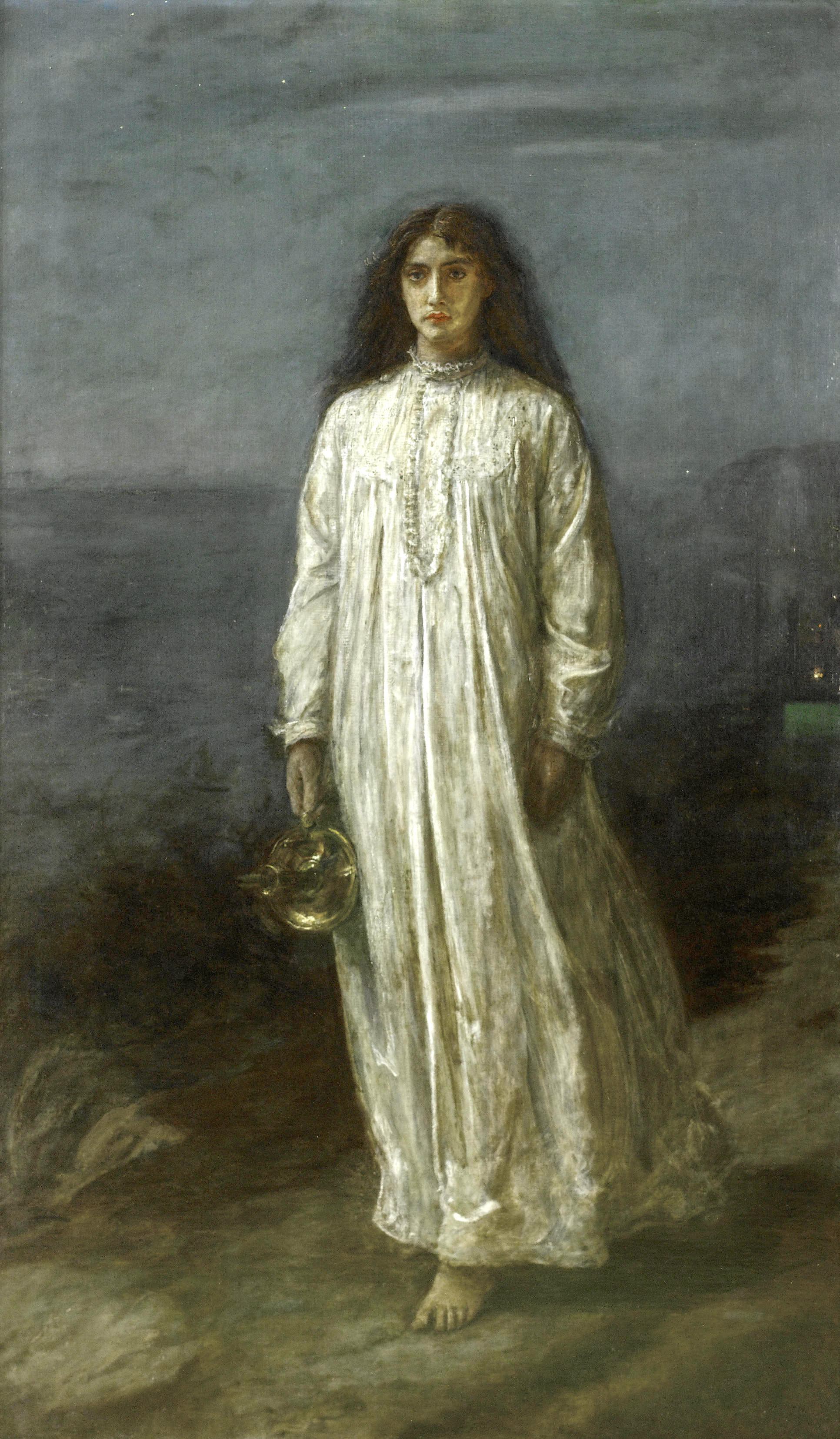
Dívka během náměsíčnictví na obraze od Johna Everetta Millaise

Somnambulismus (neboli náměsíčnost) je spánková porucha, při níž postižený během spánku vstane z postele a prochází se. Jedním z důvodů pohybu dotyčného je neparalyzování příčně pruhovaného svalstva – za to je odpovědná část mozku zvaná Varolův most. K náměsíčnosti zpravidla dochází během NREM spánku.
Opakem náměsíčnosti je spánková paralýza, kdy je mozek již probuzen, ale svalstvo je stále paralyzováno, takže se člověk cítí jako ochrnutý.